# パルス・プロ・トト
パルス・プロ・トト (ラテン語: pars pro toto) は、英語で「a part (taken) for the whole（全体に代わるものとして受け取られる部分）」の意と説明されるラテン語の語句であり、カナ表記は「パルス・プロ・トート」とも。日本語では、「部分をもって全体をあらわす」、「全体に代わる部分」、「全体を代表する部分」などと訳される。

## 概要
モノや場所、概念などの「部分」を成す名称が、そのモノや場所、概念などの「全体」を代表するような表現の仕方のことである。
パルス・プロ・トトは、部分を列挙することで全体を表現するメリズモ (Merism) や、モノや場所、概念などが、それと関係する何らかのモノや場所などによって呼ばれることを指す換喩（メトニミー）、また、パルス・プロ・トトと同じことを意味する場合もあるが、逆に全体が部分を代表する場合（トトゥム・プロ・パルテ、ラテン語: totum pro parte）も含んでいる提喩（シネクドキ）などとは、異なる概念である。
同様に、認識や行為において「部分」が「全体」に代わり得る、同等のものと扱われる場合もパルス・プロ・トトであり、例えば、C・G・ユングは、心臓や脳など倒した敵の身体の一部を食べ、敵の力を自らに取り入れようとする行為や、頭部の皮を剥ぐ行為について、これを敵の身体の一部を敵そのものと同一視するパルス・プロ・トトであるとしている。
哲学上は、ゴットフリート・ライプニッツの論じたモナド（単子）が全体的部分（ラテン語: pars totalis）と呼ばれる。部分が全体を表出する点で、アーサー・ケストラーのホロン（全体子）理論の先駆であった。メルロ=ポンティにも全体的部分（フランス語: parties totales）なる形容矛盾の語がたびたび見られる。また、汎神論流の「一にして全（ヘン・カイ・パーン）」なるものを「全体的な部分」と表現することもあり、華厳経の一即一切に通ずる。これと似て、教育学者フレーベルは、人間が人類の部分でありつつ全体性を宿したあり方を「部分的全体」（ドイツ語: Gliedganze）と称した。しかしワン・フォー・オール（一人は皆のために）に類する思想は悪くすると全体のために個が犠牲にされる全体主義の構造ともなりがちであり、哲学で「全体的部分」が批判される場合の代表格は主にヘーゲル主義である。論理学上から言って、全体が常に部分を包含するのは当然でも、一部の特殊例から全体像に一般化する方は往々にして誤謬となり、部分は必ずしも全体と相似しない。よって部分が全体であるとは逆理（パラドックス）ではあるが、数学上のデデキント無限は或る集合とその真部分集合との間で各々の要素が一対一対応して同数になる所から部分に全体を含む関係とも解釈され、これをジョサイア・ロイスに依拠して西田幾多郎は「自己代表的体系」の名で論じた。